# 오사카 도시권

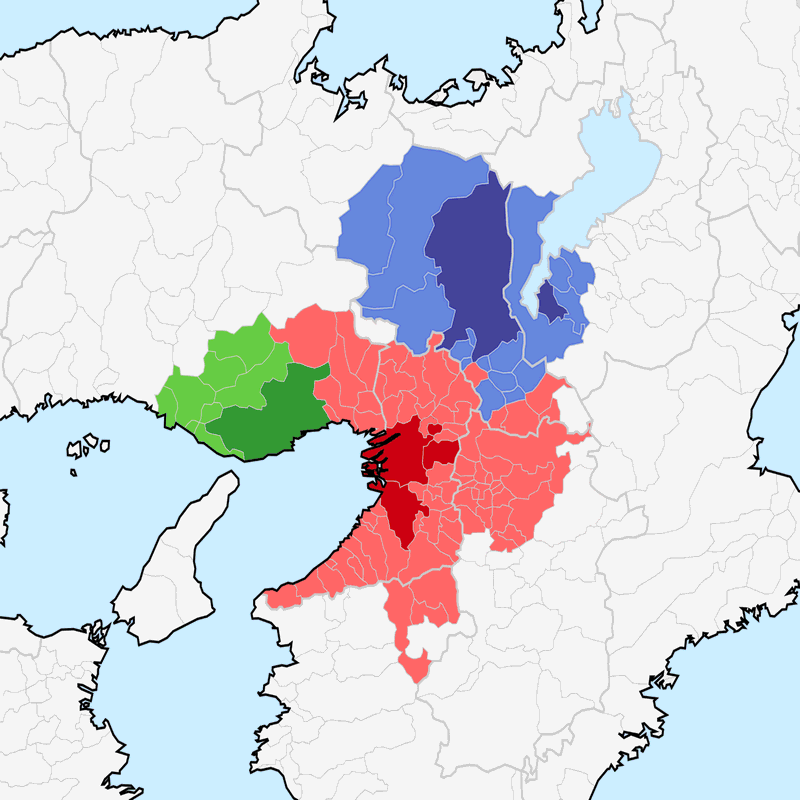
붉은 부분이 오사카 도시권이다.

오사카 도시권(일본어: 大阪都市圏)은 오사카부 오사카시를 중심으로 하는 도시권으로, 오사카 및 주변 위성 도시를 함께 가리키는 명칭이다.